# Дебелоопашат централноавстралийски плъх
Дебелоопашатият централноавстралийски плъх (Zyzomys pedunculatus) е вид бозайник от семейство Мишкови (Muridae). Видът е критично застрашен от изчезване.

## Разпространение и местообитание
Разпространен е в Австралия.